# Edward Wortley Montagu (voyageur)
Pour l’article homonyme, voir Edward Wortley Montagu.
Edward Wortley Montagu est un écrivain anglais né à Londres en 1713 et mort à Padoue en 1776. Il est le fils de Mary Wortley Montagu et Edward Wortley Montagu.

## Biographie
Il s’est rendu fameux par la bizarrerie de son caractère et par ses aventures. Il est le premier Anglais sur lequel ait été pratiquée l’inoculation de la variole. Edward Montagu passe les premières années de sa vie à Constantinople, où sa mère l’a conduit. 
De retour en Angleterre (1719), on le met au collège de Westminster ; mais peu après il disparait, et un ami de sa famille finit par le retrouver au service d’un marchand de poisson. Ramené au collège, il s’échappe de nouveau, s’embarque sur un navire, se rend au Portugal et y devient conducteur d’ânes. Le hasard le fait rencontrer au bout de quelques années le capitaine du navire sur lequel il a servi comme mousse. Pour la seconde fois, il est ramené à sa famille. Celle-ci, pour satisfaire sa passion des voyages, l’envoie dans les colonies avec un homme instruit, le révérend Forster, chargé de terminer son éducation. 
Après avoir longtemps couru le monde, Montagu revient en Angleterre, se livre avec passion au jeu, s’endette et, pour échapper à ses créanciers, se rend à Paris (1751). Mais à peine arrivé, il est emprisonné au Châtelet, comme ayant joué un rôle dans une escroquerie. Toutefois, il parvient à recouvrer la liberté, passe de nouveau en Angleterre, où, pendant quelque temps, il mène une vie assez tranquille, est nommé eu 1754 membre de la Chambre des communes, où il joue un rôle des plus effacés, puis reprend le cours de ses voyages, parcourt la terre sainte, l’Égypte, l’Arménie, l’Italie, séjourne pendant plusieurs années à Constantinople, prend l’habit musulman et adopte tous les usages des Turcs. Son père en mourant ne lui laisse de son immense fortune qu’une rente de 1.000 livres sterling et sa mère se borne à lui léguer une guinée (1762). 

Carte rare du golfe d'Ambracie, de Préveza et de Leucade, dessinée et publiée par Edward Wortley Montagu, vers 1760.

Il se trouvait à Padoue et dînait avec le peintre Roumey, lorsqu’il mourut. 
Un prêtre lui ayant demandé dans quelle foi il voulait mourir, Montagu lui répondit : «J’espère que ce sera dans celle d’un bon musulman.» Il avait, en effet, embrassé la religion de Mahomet après avoir été protestant et catholique. 
Ce singulier personnage se plut à jouer toutes sortes de rôles. «Chez les nobles d’Allemagne, écrivait-il un jour au père Lami, j’ai fait l’écuyer ; j’ai été laboureur dans les champs de la Suisse et de la Hollande ; je n’y ai même pas dédaigné l’humble métier de postillon. À Paris, je me suis donné les airs d’un petit-maître ; j’ai été abbé à Rome ; à Hambourg, j’ai pris la grave contenance d’un ministre luthérien et j'ai raisonné de théologie de manière à rendre le clergé jaloux. Bref, j’ai joué, tous les rôles que Fielding donne à son Julien...» 
Montagu parlait avec beaucoup de facilité l’hébreu, arabe, le persan, le chaldéen et l’italien ; il avait des connaissances assez étendues et s’était beaucoup occupé d’antiquités. 

## Œuvres
Outre un mémoire sur son Voyage du Caire au désert de Sinaï et des Observations sur la colonne de Pompée, près d’Alexandrie, qui ont été imprimés dans les Phitosophical Transactions, on a de lui : Réflexions sur l’origine et la chute des anciennes républiques (Londres, 1759, in-8°), trad. en français en 1769 et en 1793.

## Source
- « Edward Wortley Montagu (voyageur) », dans Pierre Larousse, Grand dictionnaire universel du XIXe siècle, Paris, Administration du grand dictionnaire universel, 15 vol., 1863-1890 [détail des éditions].